# Шмелёв, Андрей Константинович
Андрей Константинович Шмелёв (12 июля 1957, Челябинск, РСФСР, СССР — 15 декабря 2009, Москва, Российская Федерация) — российский промышленник и государственный деятель, генеральный директор Первоуральского новотрубного завода (1998—2001), член Совета Федерации (2001—2007).

## Образование
В 1981 году окончил Челябинский медицинский институт (специальность «Лечебное дело»).
В 1996 году окончил Тюменский государственный нефтегазовый университет (специальность «Финансовый менеджмент»).

## Биография
После окончания мединститута был хирургом медсанчасти Челябинского электрометаллургического комбината и ассистентом кафедры урологии Челябинского медицинского института. Затем работал в Челябинской городской больнице и Уральском институте усовершенствования врачей.
В 1994 году оставил медицину и занялся управленческой деятельностью в бизнес-структурах.
- 1994—1997 гг. — заместитель генерального директора ОАО «Кондпетролеум» группы «Сиданко» (г. Нягань, Ханты-Мансийский автономный округ).
- 1997 г. — глава московского представительства компании RedSibOil.
- 1997—1998 гг. — директор ЗАО «Группа финансового менеджмента» (группа представляла интересы банка «Российский кредит» Виталия Малкина).

С 1997 года был членом наблюдательного совета ОАО «Трубосталь» (Первоуральский новотрубный завод, г. Первоуральск Свердловской области), а в ноябре 1998 стал генеральным директором завода.
26 марта 2000 года избран депутатом Палаты представителей Законодательного собрания Свердловской области (ППЗС) III созыва от Первоуральского избирательного округа № 18.
В ноябре 2001 года был делегирован в Совет Федерации в качестве представителя Законодательного собрания Свердловской области. В связи с этим в конце 2001 года оставил руководство Первоуральским новотрубным заводом, а депутатские полномочия Шмелёва в ППЗС были прекращены 17 ноября 2001 г.
В Совете Федерации был заместителем председателя комитета по социальной политике и членом комиссии по взаимодействию со Счётной палатой Российской Федерации.
После перевыборов заксобрания в марте 2004 года полномочия Шмелёва как члена Совета Федерации были подтверждены. В марте 2007 года, после очередных перевыборов (в октябре 2006 года), законодательное собрание делегировало в Совет Федерации другого представителя — Ю. В. Осинцева, однако вопрос о передаче полномочий Шмелёва Осинцеву не ставился в повестку заседаний Совета Федерации более полугода, и был решён только 19 сентября 2007 года.
С 2007 г. — советник Председателя Совета Федерации.

## Награды
- Медаль ордена «За заслуги перед Отечеством» II степени
- Почётная грамота правительства Российской Федерации (7 сентября 2007) — за большой личный вклад в развитие российского законодательства[1]